# Flavio Chigi (1631-1693)
Pour les articles homonymes, voir Flavio Chigi.
Flavio Chigi seniore (né le 10 mai 1631 à Sienne, en Toscane, et mort le 13 septembre 1693 à Rome) est un cardinal italien du XVIIe siècle. Il est le neveu du pape Alexandre VII et l'oncle du cardinal Antonfelice Zondadari (1712). D'autres cardinaux de la famille sont Sigismondo Chigi (1667), Flavio Chigi iuniore (1753) et Flavio III Chigi (1873).

## Biographie
Flavio Chigi exerce des fonctions au sein de la Curie romaine, notamment comme protonotaire apostolique, gouverneur de Ferno, référendaire au tribunal suprême de la Signature apostolique et gouverneur de Tivoli.
Le pape Alexandre VII le crée cardinal lors du consistoire du 9 avril 1657. Le cardinal Chigi est préfet de la Congrégation de la santé, légat a latere à Avignon en 1657-1668, préfet du tribunal suprême de la Signature apostolique, préfet de la Congrégation des frontières des États pontificaux et légat a latere auprès du roi de France. Il est camerlingue du Sacré Collège en 1673-1674.
Le cardinal Flavio Chigi vient en France en 1664 pour une mission auprès du roi Louis XIV qu'il rencontre le 29 juillet à Paris. Le roi de France a prétexté cette agression du pape Alexandre VII : le 20 août 1662, le duc Charles de Créquy, ambassadeur de France à Rome, a été insulté par la garde corse du pape qui a tiré sur son carrosse et tué l'un de ses pages. Louis XIV demande réparation, qui est accordée en partie au bout de quatre mois. Le roi, ne la trouvant pas suffisante, saisit la ville et le comtat d'Avignon pour les réunir à la couronne (par arrêt du parlement de Provence donné le 26 juillet 1663). Après avoir vainement sollicité les princes catholiques pour qu'ils se liguent en sa faveur, Alexandre prend le parti de contenter le roi de France. L'accommodement se fait à Pise, le 22 février 1664 et justifie le déplacement en France de son propre neveu, cardinal et légat. Il fait une halte à Lyon, du 28 mai au 6 juin 1664, l'entrée solennelle donne lieu à une réception grandiose, comme en témoigne cette publication du Père Ménestrier "L’entrée solennelle dans la ville de Lyon de monsieur l’Eminentissime cardinal Flavio Chigi" , citée par Lucie Galactéros .
Ensuite entre le 10 et le 19 juin, de Roanne à Orléans, il navigue sur la Loire à bord de cabanes (barques couvertes portant une « maisonnette ») spécialement affrétées pour le prélat et sa suite composée d'une trentaine de dignitaires de l'Église et de gentilshommes. À ce sujet, lire :  « Voyage sur la Loire : une ambassade pontificale en 1664 » . À la suite de ce voyage diplomatique, Avignon et ses dépendances sont rendues au souverain pontife.
Chigi participe au conclave de 1667, lors duquel Clément IX est élu pape, au conclave de 1669-1670 (élection de Clément X), au conclave de 1676 (élection d'Innocent XI), au conclave de 1689 (élection d'Alexandre VIII) et au conclave de 1691 (élection d'Innocent XII).
Il commande à Francesco Trevisani, récemment arrivé à Rome, entre autres œuvres, deux retables pour la cathédrale de Sienne, Le Christ entre saint Philippe et saint Jacques, en 1687 et Le Martyre des quatre saints couronnés en 1688.